# Кантегирский хребет
Кантегирский хребет — горный хребет, расположенный между 52°28' и 52°42' сш в междуречье рек Кантегир и Уюк, тянется в субмеридиональном направлении на 50—55 км. Относится к блоку устойчивых интенсивных поднятий Западного Саяна, является горсто-блоковым интенсивно расчлененным массивом с поверхностями выравнивания, с внутренними депрессиями приразломных впадин (абсолютные высоты 2000—2500 м).
Максимальные высоты (2429 м) в южной части. Характерен альпийский рельеф: острые пики, гребни, крутые склоны. В средней частях хребта развита ледниковая морфоскульптура — кары, морены, грош, озы, камы, ледниковые озёра. Долины рек глубоко врезаны, без террас. В нижних частях склонов — сосново-лиственничные леса; на высотах 800—900 м — темнохвойная тайга, выше 2000 м — горная тундра с ледниковой и криогенной морфоскульптурами.
Иногда Кантегирским хребтом называют также горный массив в верховьях р. Кантегир.

## Топографические карты
- Лист карты N-46-123 р  Головань. Масштаб: 1 : 100 000. Состояние местности на 1984 год. Издание 1992 г.
- Лист карты N-46-135 верховье  р  Инсуг. Масштаб: 1 : 100 000. Состояние местности на 1964 год. Издание 1969 г.
- Лист карты N-46-136 р  Ала-аян. Масштаб: 1 : 100 000. Состояние местности на 1975 год. Издание 1986 г.